# Černé hábity
Černé hábity (Les Habits noirs), plným názvem Les Habits Noirs ou la mafia au XIXème siècle (Černé hábity aneb mafie 19. století) je cyklus dobrodružných kriminálních románů francouzského spisovatele Paula Févala staršího, který vypráví o mezinárodní zločinecké organizaci. Díky této „lidské komedii“ zla a tajných spiknutí, která se v podstatě zabývá organizovanou trestnou činností, je Féval považován za jednoho ze zakladatelů současného kriminálního thrilleru. Anglický detektiv, superintendat Gregory Temple ze Scotland Yardu a francouzský vyšetřující soudce Remy d'Arx, kteří se snaží organizaci odhalit, jsou považováni za první prototypy profesionálních detektivů, zobrazené ve světové literatuře.

## Části cyklu
Hlavní část cyklu napsal Féval v letech 1863 až 1875, ale zařadil do něj i některá svá dřívější díla. Cyklus se tak skládá ze tří podcyklů (částí) a z těchto románů:
- Le cycle italien (italská část):
  - Krásný Démon (1850, Bel Demonio), román odehrávající se v letech 1625-1655 a vyprávějící o zločinecké organizaci zvané Camorra, která terorizuje jižní Itálii. Její vůdce, zvaný Krásný Démon, zakládá roku 1635 tajnou organizaci Bratrstvo milosrdných, náboženský řád, který slouží jako zástěrka pro Camorru a který je bezprostředním předchůdcem Černých hábitů.
  - Společnost ticha (1857, Les Compagnons du silence), román líčící další vývoj tajné organizace Bratrstva milosrdných v letech 1801-1823. Organizace od roku 1807 vystupuje pod jménem Černé hábity (italsky Veste Nere) a pod vedením tajemného plukovníka (podle Févala jde o téměř nesmrtelného slavného italského banditu jménem Fra Diavolo), jeho syna Juliana Bozzo-Corony a jejich pravé ruky Monsieura Lecoqa expanduje do celé Evropy, ve které je brzy známá pod různými jmény - jako Gentlemani noci (Gentlemen of the Night) v Anglii, Les Habits Noirs ve Francii nebo jako Rosenkruciáni v Německu. Zároveň román vypráví o založení Společnosti ticha, která bojuje (i pomocí kriminálních činů) proti Napoleonovi a která se nakonec také stane součástí Veste Nere.
- Le cycle anaglais (anglická část):
  - Jan Ďábel (1861, Jean Diable), příběh románu se odehrává roku 1817 v Londýně a objevuje se v něm poprvé superintendat Gregory Temple ze Scotland Yardu, který odhalí vůdce anglické zločinecké organizace.
  - Tajnosti Londýna (1844, Les mysteres de Londres), nejslavnější část celého cyklu, čtyřdílný kriminální román-fejeton odehrávající se v Londýně třicátých let 19. století. Setkáváme se v něm s tajemným portugalským šlechticem Markýzem de Rio Santo, který je hlavou organizace Gentlemani noci (Gentlemen of the Night). Dozvídáme se, že jde o Ira Ferguse O'Breaneho, jehož rodinu před dvaceti lety zničili Britové a který přísahal pomstu. Po souboji byl zatčen a deportován do Austrálie, odkud utekl, stal se pirátem, zbohatl a dostal se do čela zločinecké organizace v Anglii. Jednotlivé díly románu se jmenují:
    - Gentlemani noci (Les Gentilshommes de la nuit),
    - Dcera oběšencova (La fille du pendu), česky též jako Zuzana,
    - Velká rodina (La grande Famille),
    - Markýz de Rio-Santo (Le Marquis de Rio-Santo),
- Le cycle français (francouzská část): jde o osm románů, odehrávajících se v letech 1825-1866, ve kterých vystupuje francouzský vyšetřující soudce Remy d'Arx a kde nás Féval seznamuje se zločineckou organizací Les Habits noirs a s jejími zločiny ve Francii. Jde o hlavní část celého cyklu, která byla napsána v letech 1863 až 1875 a která zůstala nedopsána, protože autor se po duševním otřesu veřejně přihlásil ke křesťanství a přestal psát kriminální romány. Jde o tato díla:
  - Černé hábity (1863, Les Habits Noirs), vyšlo jako román-fejeton,
  - Kamenné srdce (1865, Coeur d'Acier),
  - Polykač mečů, (1867, L’Avaleur de sabres)
  - Jeruzalémská ulice (1867, La Rue de Jérusalem),
  - Neviditelná zbraň (1869, L'Arme invisible),
  - Maman Léo (1869),
  - Společnost pokladu (1870, Les Compagnons du Trésor)
  - Gang kadetů (1875, La Bande Cadet)

## Filmové adaptace
- Černé hábity (Francie 1967, Les Habits noirs), režie René Lucot, televizní seriál

## Česká vydání
- Tajnosti Londýna, František Topič, Praha 1926, přeložil Josef Koupil,
- Tajnosti Londýna I., Svoboda, Praha 1972, přeložil Vilém Opatrný, znovu 1989, obsahuje díly Džentlmeni noci a Zuzana,
- Tajnosti Londýna II., Svoboda, Praha 1972, přeložil Vilém Opatrný, znovu 1989, obsahuje díly Velká rodina a Rio Santo.